# Дарвазский диалект таджикского языка
Дарва́зский диале́кт (тадж. лаҳҷаи дарвозӣ) — диалект таджикского языка, распространённый в исторической области Дарваз по течению реки Пяндж, поделённой в настоящее время между Дарвазским районом Горно-Бадахшанской автономной области Таджикистана и небольшим районом Дарваз в афганской провинции Бадахшан, а также в долине Ванч Ванчского района ГБАО Таджикистана. Составляет особую, юго-восточную группу диалектов таджикского языка и отличается значительной архаичностью грамматики, сохранившей многие черты классического персидского языка IX—XV вв.

## История
Дарвазский диалект образовался в результате распространения в XIV—XV вв. в Дарвазе персидского языка, вытеснившего бытовавший здесь незафиксированный и восстанавливаемый в основном по топонимике дарвазский язык, по всей видимости родственный соседнему ванчскому и язгулямскому и далее — языкам шугнано-рушанской группы восточноиранских языков (памирские языки). Оказавшись в изоляции в горном районе, дарвазский диалект слабо взаимодействовал с диалектами остальных таджиков и не разделил с ними многие инновации постклассического периода.
В XIX в. дарвазский диалект распространился в долине соседнего Ванча и в течение нескольких поколений вытеснил местный ванчский язык. Территория Ванчского района составила ареал ванчского говора этого диалекта.

## Фонетика
Консонатизм дарвазского диалекта общий с литературным таджикским языком, вокализм близок к южнотаджикскому типу.
Таблица соответствий гласных:
| Классический персидский | Дарвазский диалект | Литературный таджикский |
| ----------------------- | ------------------ | ----------------------- |
| [i], [iː]               | [i]                | и [i]                   |
| [u]                     | [ə]                | у [u]                   |
| [a]                     | [a]                | а [a]                   |
| [uː]                    | [ʉː]               | у [u]                   |
| [ɒː]                    | [ɔː]               | о [ɔː]                  |
| [eː]                    | [eː]               | е [eː]                  |
| [oː]                    | [ɵː]               | ӯ [ɵː]                  |

Шва [ə] также соответствует [a] перед носовыми согласными.

## Грамматика
Архаизм дарвазского диалекта ярко проявляется в глагольной системе. В нём сохранилось противопоставление трёх разрядов форм, образуемых непосредственно от основ — беспрефиксальные, с префиксом bə- и с префиксом длительности me-, как в классическом языке:
- От презентной основы: rava(d), bərava(d), merava(d)
- От претериальной основы: raft, bəraft, meraft

Формы настоящего времени rava(d) и bərava(d) могут не только использоваться в функции аориста сослагательного наклонения, как в современном персидском и таджикском, но в ряде контекстов может обозначать и подлинно реальное действие (например, mən ni guš bədoram «я тоже слушаю»). Таким образом аорист ещё не вышел из состава изъявительного наклонения.
Префикс me- может употребляться постпозитивно: rava-me «он пойдёт». В перфекте может употребляться как краткая, так и полная форма связки: raftaam и raftastam «я ушёл». Сохраняется причастие, равное основе прошедшего времени, выражающее несомненную реальность будущего времени: oli meravan, bor mekinan, pagoyi omad «сейчас они поедут, погрузят, а утром приедут».
Такие таджикские новообразования, как форма настоящего-определённого времени (rafta istodaast) или причастие прошедшего времени на -gi употребляются редко и являются недавними заимствованиями из других таджикских говоров.